# Livrustkammaren
O Livrustkammaren ("Arsenal Real"), é um museu no Palácio Real de Estocolmo, Suécia.
Ele contém muitos artefatos da história militar sueca e da realeza sueca. É o museu mais antigo da Suécia, fundado em 1628 pelo rei Gustavus Adolphus quando ele decidiu que suas roupas de sua campanha na Polônia deveriam ser preservadas para a posteridade.
Um copo feito com o chifre do último touro auroque e levado pelo exército sueco como butim de guerra de Jaktorów, Polônia, durante a invasão sueca da Polônia (1655-1660) faz parte da coleção do museu.

## Galeria

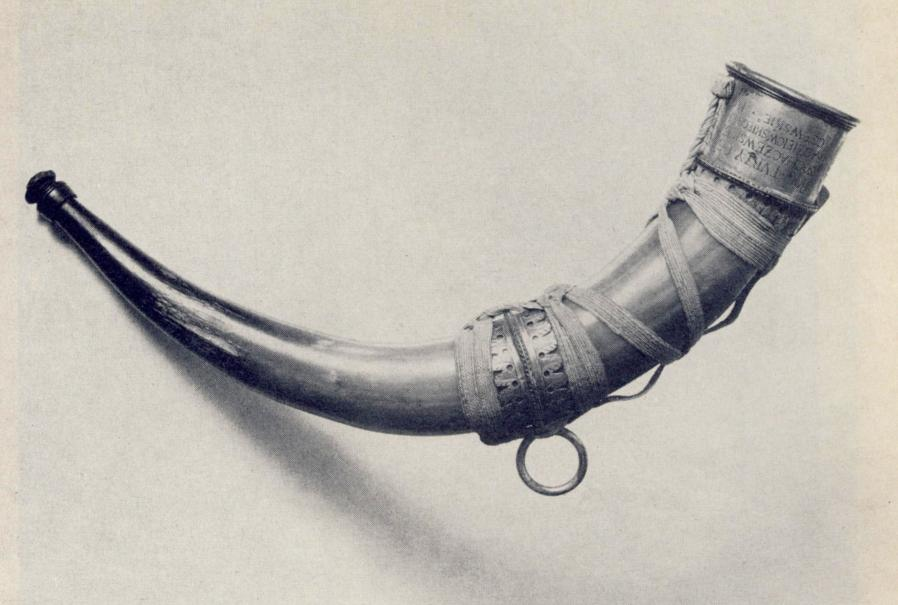
Um chifre ornamentado do último touro auroque, que pertenceu ao rei Sigismundo III da Polônia.
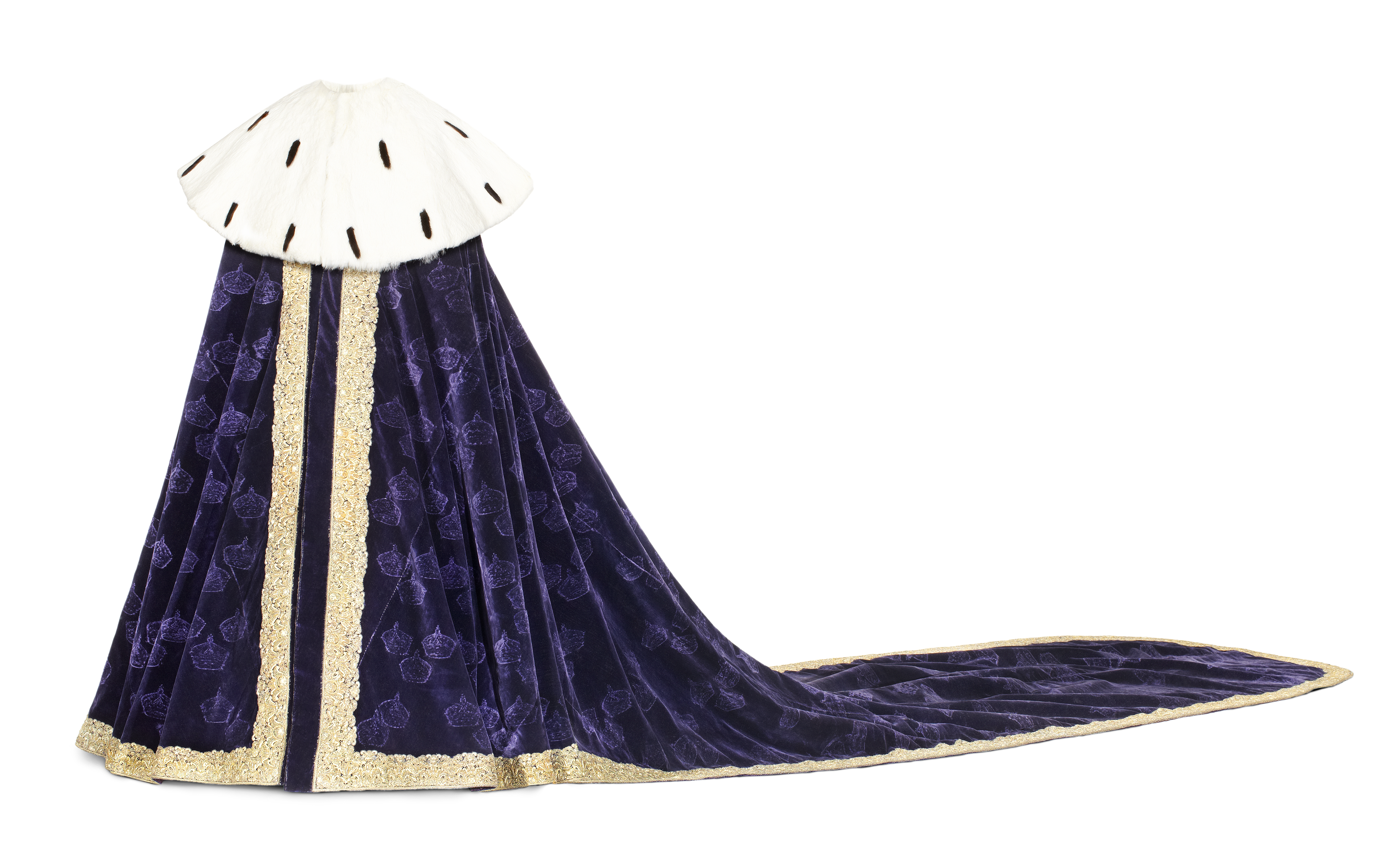
Túnica de coroação da Rainha Kristina
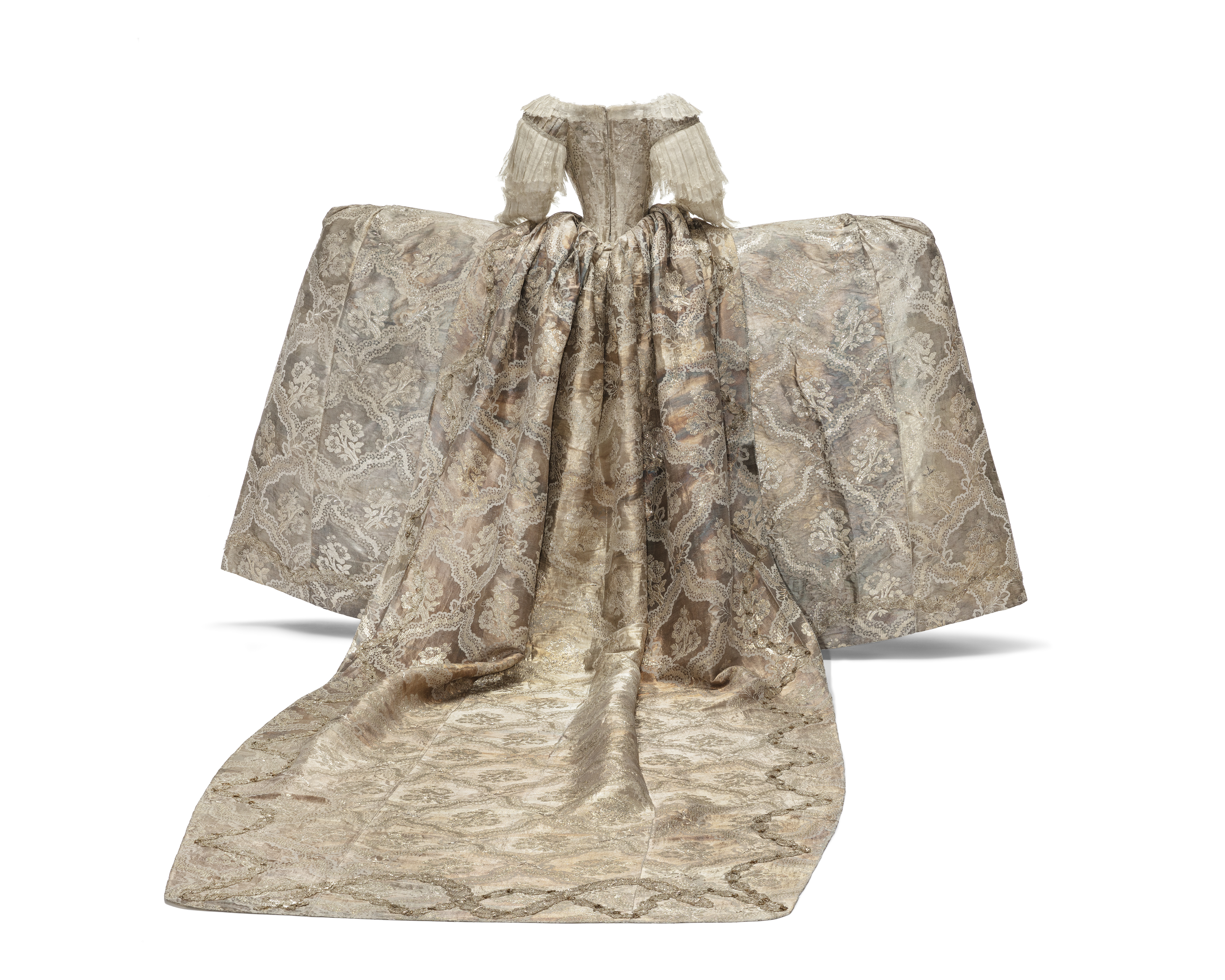
Vestido de noiva da rainha Sophie Magdalene, 1766
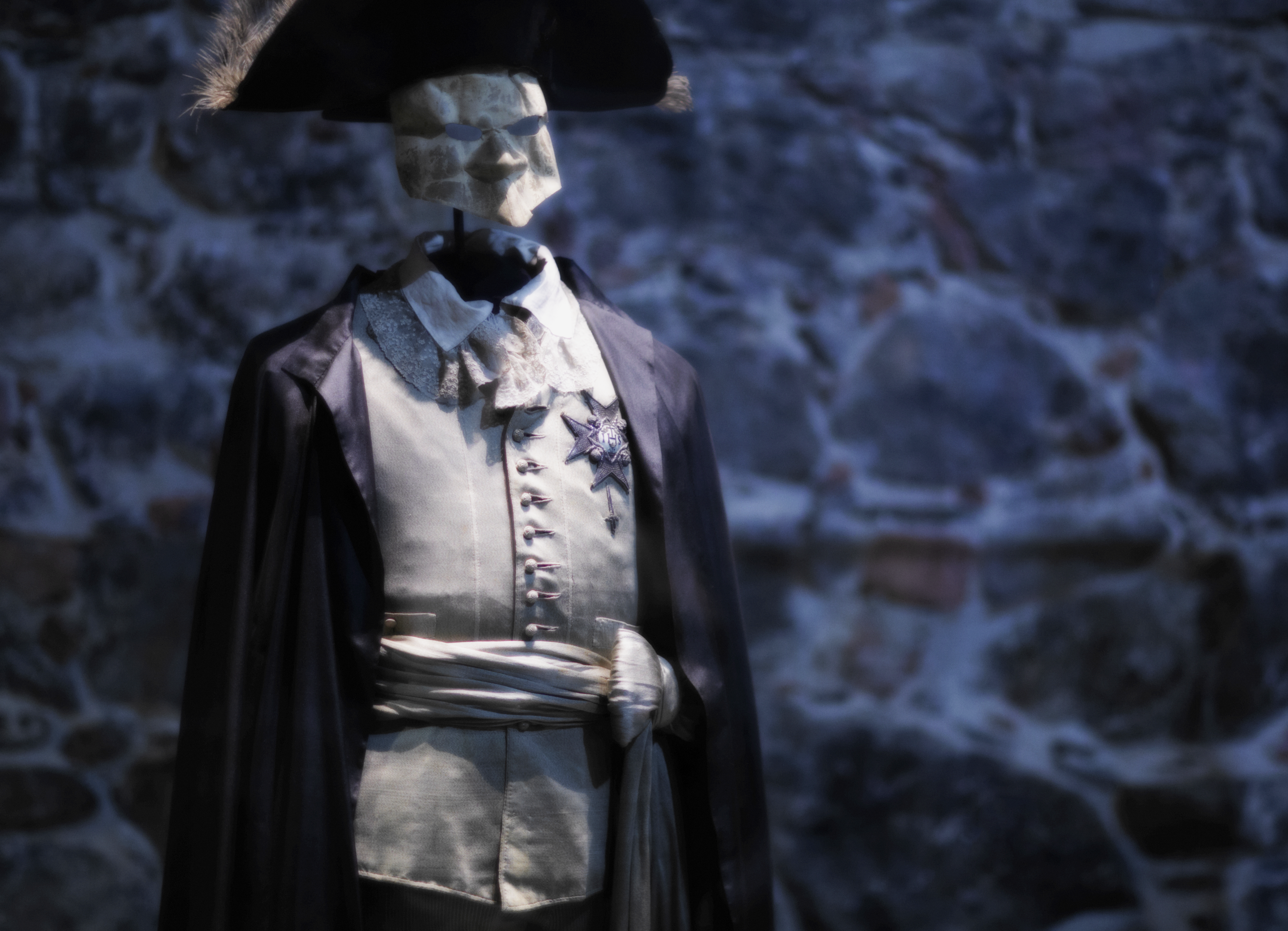
Vestido de baile de máscaras de Gustav III
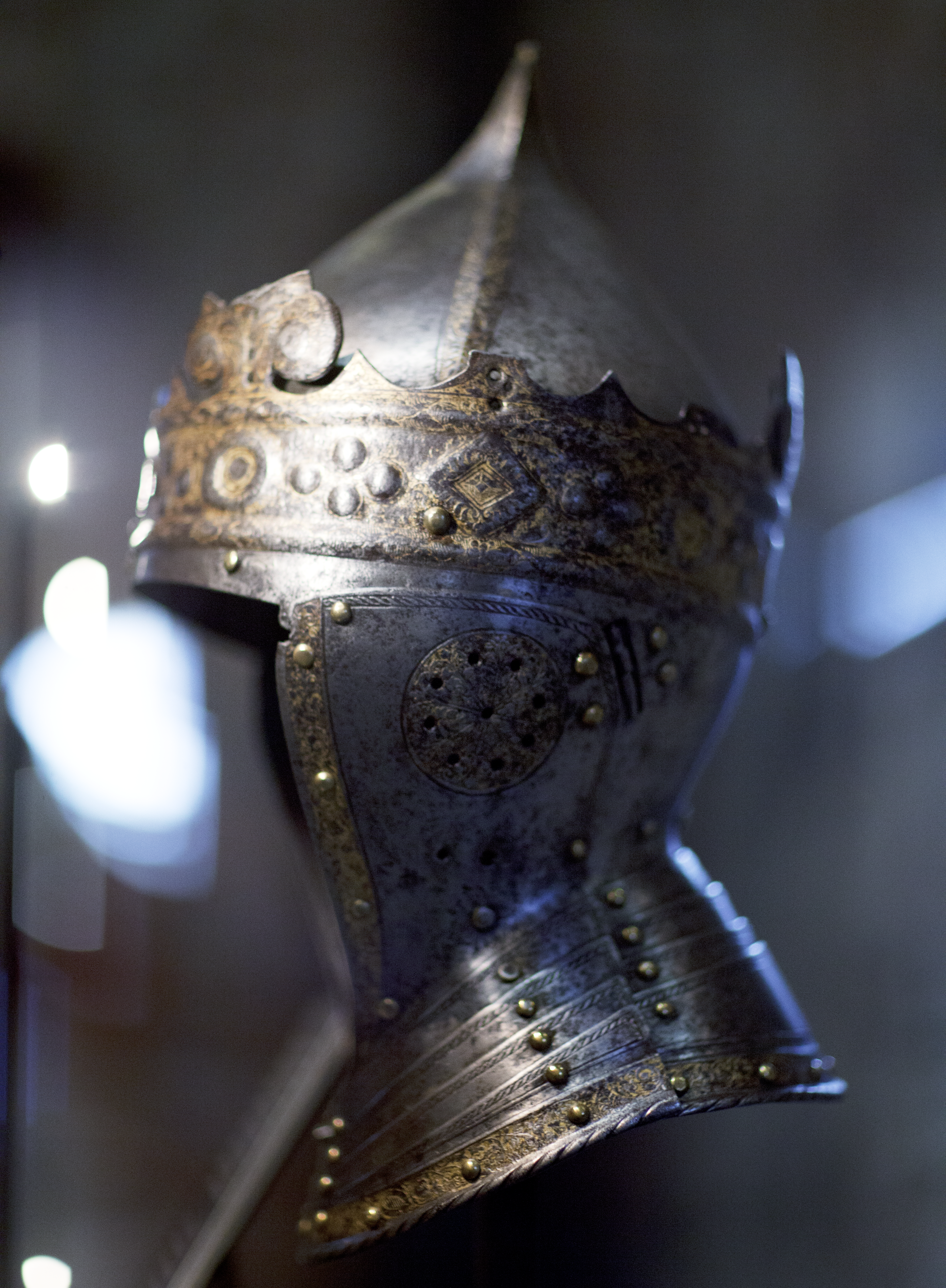
Capacete de Gustav Vasa, 1540